# Buenavista de la Asunción
Buenavista de la Asunción är en ort i Mexiko.   Den ligger i kommunen Jáltipan och delstaten Veracruz, i den sydöstra delen av landet, 500 km öster om huvudstaden Mexico City. Buenavista de la Asunción ligger 11 meter över havet och antalet invånare är 269.
Terrängen runt Buenavista de la Asunción är mycket platt. Runt Buenavista de la Asunción är det ganska glesbefolkat, med 29 invånare per kvadratkilometer. Närmaste större samhälle är Hidalgotitlán, 1,4 km söder om Buenavista de la Asunción. Omgivningarna runt Buenavista de la Asunción är en mosaik av jordbruksmark och naturlig växtlighet.